# José Celestino Díaz Iturrieta
Juan Celestino Díaz Iturrieta (Antofagasta, 29 de enero de 1906 - Santiago, 14 de mayo de 1987). Mecánico de automóviles, obrero y político comunista chileno. Hijo de José Celestino Díaz Cerda y Rafaela Iturrieta Molina. Contrajo matrimonio el 1 de febrero de 1941 en Chuquicamata, con Rosa Inés Flores Villalón.
Se desempeñó trabajando como mecánico y obrero salitrero. Militante en el Partido Progresista Nacional, nombre que ocupó el Partido Comunista entre 1941 y 1945, cuando el Conservador del Registro Electoral los borró al dictaminar al Partido Comunista como una asociación ilítica, amparándose en una ley de 1932 (anterior a la Ley de Defensa Permanente de la Democracia y a la Ley de Seguridad del Estado).
Participó de la organización del Sindicato Industrial Planta de Chuquicamata (1933), del cual fue elegido primer Presidente. Fue Regidor de Calama (1938) y Secretario General de la Federación Industrial Minera de Copiapó. (1939).
Fue Diputado por la 2ª agrupación departamental de Antofagasta, Tocopilla, El Loa y Taltal (1941-1945). Integró la comisión de Gobierno Interior y la de Trabajo y Legislación Social.
Reelecto Diputado por la misma agrupación (1945-1949), esta vez integró la comisión de Relaciones Exteriores.
Sufrió la cárcel y la persecución durante la llamada ley maldita (Ley de Defensa Permanente de la Democracia), durante el gobierno de Gabriel González Videla. Relegado dos veces a Pisagua, posteriormente vuelve a sufrir los embates de la represión siendo encarcelado y vuelto a relegar a Curepto durante el segundo gobierno de Carlos Ibáñez del Campo.
A la llegada del régimen militar (1973) fue detenido y torturado en el Estadio Chile y el Estadio Nacional. Salió al exilio en 1978 en Venezuela, pero retornó en 1985, con un grave estado de salud. Falleció en Santiago, el 14 de mayo de 1987.